# Păstrăveni
Păstrăveni là một xã thuộc hạt Neamț, România. Dân số thời điểm năm 2002 là 3844 người.